# インスピレーション (映画)
『インスピレーション』（原題：英語: Inspiration）は、1931年に製作・公開されたアメリカ合衆国の映画である。アルフォンス・ドーデの短編小説『サッフォー』を原案としてクラレンス・ブラウンが監督、グレタ・ガルボとロバート・モンゴメリーが主演した。

## キャスト
- イヴォンヌ・ヴァルブレ：グレタ・ガルボ
- アンドレ・モンテル：ロバート・モンゴメリー
- レイモン・デルヴァル：ルイス・ストーン
- ルル：マージョリー・ランボー

## スタッフ
- 監督：クラレンス・ブラウン
- 製作：クラレンス・ブラウン、アーヴィング・タルバーグ（クレジットなし）
- 脚本：ジーン・マーキー
- 音楽：ウィリアム・アクスト
- 撮影：ウィリアム・H・ダニエルズ
- 編集：コンラッド・A・ネルヴィッヒ
- 美術：セドリック・ギボンズ
- 衣裳：エイドリアン[2][3]
- 録音：ダグラス・シアラー